# UCI Asia Tour 2023
Navigation
Édition précédente Édition suivante
L'UCI Asia Tour 2023 est la 19e édition de l'UCI Asia Tour, l'un des cinq circuits continentaux de cyclisme de l'Union cycliste internationale. Il se déroule du 13 novembre 2022 au 22 octobre 2023 en Asie.

## Équipes
Les équipes qui peuvent participer aux différentes courses dépendent de la catégorie de l'épreuve. Par exemple, les UCI WorldTeams ne peuvent participer qu'aux courses .1 et leur nombre par épreuves est limité.
| Catégorie | Catégorie               | Équipes                                                                                 |
| --------- | ----------------------- | --------------------------------------------------------------------------------------- |
| .1        | 1.1 (Course d'un jour)  | * UCI WorldTeam (max 50 %) * UCI ProTeam * Équipe continentale * Sélection nationale    |
| .1        | 2.1 (Course par étapes) | * UCI WorldTeam (max 50 %) * UCI ProTeam * Équipe continentale * Sélection nationale    |
| .2        | 1.2 (Course d'un jour)  | * UCI ProTeam * Équipe continentale * Sélection nationale * Équipe régionale et de club |
| .2        | 2.2 (Course par étapes) | * UCI ProTeam * Équipe continentale * Sélection nationale * Équipe régionale et de club |

## Calendrier des épreuves

### Novembre 2022
| Date | Course         | Pays  | Classe | Vainqueur       | Équipe    |
| ---- | -------------- | ----- | ------ | --------------- | --------- |
| 13   | Tour d'Okinawa | Japon | 1.2    | Benjamín Prades | Team Ukyo |

### Janvier
| Date  | Course                 | Pays                | Classe | Vainqueur        | Équipe                  |
| ----- | ---------------------- | ------------------- | ------ | ---------------- | ----------------------- |
| 27-31 | Tour of Sharjah        | Émirats arabes unis | 2.2    | Adne van Engelen | Roojai Online Insurance |
| 30-3  | Tour d'Arabie saoudite | Arabie saoudite     | 2.1    | Ruben Guerreiro  | Movistar                |

### Février
| Date | Course         | Pays | Classe | Vainqueur       | Équipe       |
| ---- | -------------- | ---- | ------ | --------------- | ------------ |
| 10   | Muscat Classic | Oman | 1.1    | Jenthe Biermans | Arkéa-Samsic |

### Mars
| Date  | Course         | Pays           | Classe | Vainqueur      | Équipe             |
| ----- | -------------- | -------------- | ------ | -------------- | ------------------ |
| 12-16 | Tour de Taiwan | Taipei chinois | 2.1    | Jeroen Meijers | Terengganu Polygon |

### Avril
| Date | Course            | Pays      | Classe | Vainqueur             | Équipe                  |
| ---- | ----------------- | --------- | ------ | --------------------- | ----------------------- |
| 1-6  | Tour de Thaïlande | Thaïlande | 2.1    | Tegshbayar Batsaikhan | Roojai Online Insurance |

### Mai
| Date  | Course                                  | Pays        | Classe | Vainqueur       | Équipe     |
| ----- | --------------------------------------- | ----------- | ------ | --------------- | ---------- |
| 10    | The Tour Oqtosh - Chorvoq - Mountain    | Ouzbékistan | 1.2    | Ulugbek Saidov  | Namangan   |
| 11    | The Tour Oqtosh - Chorvoq - Mountain II | Ouzbékistan | 1.2    | Periklís Ilías  | Grèce      |
| 13    | Tour of Bostonliq I                     | Ouzbékistan | 1.2    | Daniil Marukhin | Kazakhstan |
| 14    | Tour of Bostonliq II                    | Ouzbékistan | 1.2    | Ilkhan Dostiyev | Kazakhstan |
| 21-28 | Tour du Japon                           | Japon       | 2.1    | Nathan Earle    | JCL Ukyo   |

### Juin
| Date | Course         | Pays        | Classe | Vainqueur         | Équipe                          |
| ---- | -------------- | ----------- | ------ | ----------------- | ------------------------------- |
| 2-4  | Tour de Kumano | Japon       | 2.2    | Atsushi Oka       | JCL Ukyo                        |
| 7-11 | Aziz Shusha    | Azerbaïdjan | 2.2    | Emanuele Ansaloni | Team Technipes #inEmiliaRomagna |

### Juillet
| Date  | Course            | Pays  | Classe | Vainqueur       | Équipe                  |
| ----- | ----------------- | ----- | ------ | --------------- | ----------------------- |
| 21-23 | Tour du Huangshan | Chine | 2.2    | Julien Trarieux | China Glory Continental |

### Août
| Date  | Course                    | Pays | Classe | Vainqueur        | Équipe               |
| ----- | ------------------------- | ---- | ------ | ---------------- | -------------------- |
| 26    | Tour de Kandovan          | Iran | 1.2    | Anton Kuzmin     | Almaty Astana Motors |
| 27-31 | Tour d'Iran - Azerbaïdjan | Iran | 2.1    | Saeid Safarzadeh | Tianyoude Hotel      |

### Septembre
| Date  | Course             | Pays  | Classe | Vainqueur        | Équipe                      |
| ----- | ------------------ | ----- | ------ | ---------------- | --------------------------- |
| 8-10  | Tour de Hokkaido   | Japon | 2.2    | annulé           | annulé                      |
| 8-12  | Tour du lac Poyang | Chine | 2.2    | Lyu Xianjing     | China Glory Continental     |
| 10-13 | Tour de Salalah    | Oman  | 2.2    | Grega Bole       | Shabab Al Ahli Cycling Team |
| 23-24 | Tour de Binzhou    | Chine | 2.2    | Lucas Carstensen | Roojai Online Insurance     |

### Octobre
| Date  | Course                      | Pays      | Classe | Vainqueur         | Équipe             |
| ----- | --------------------------- | --------- | ------ | ----------------- | ------------------ |
| 1     | Oita Urban Classic          | Japon     | 1.2    | Ryan Cavanagh     | Kinan Racing       |
| 6-9   | Tour de Kyushu              | Japon     | 2.1    | Andrey Zeits      | Astana Qazaqstan   |
| 14-16 | Trans-Himalaya Cycling Race | Chine     | 2.2    | Carlos Torres     | SCOM - Taishantiyu |
| 22    | Hong Kong Challenge         | Hong Kong | 1.1    | Lukas Pöstlberger | Jayco AlUla        |